# あん摩マッサージ指圧師
あん摩マッサージ指圧師（あんまマッサージしあつし、英語: Masseur）とは、あん摩マッサージ指圧師国家試験に合格した者のこと。あん摩マツサージ指圧師、はり師、きゆう師等に関する法律（昭和22年法律217号、「あはき法」と略す）に基づく国家資格である。按摩、マッサージ、指圧を行う。
なお、あん摩マッサージ指圧師の国家資格とともに、はり師、きゅう師の国家資格も全て持つ者を通称して、鍼灸マッサージ師（しんきゅうまっさーじし）または三療師（さんりょうし）ともいう。

## 概要
- 法律上の正式名称は「あん摩マツサージ指圧師（一般的な読み名は『マッサージ師』）」である。
- 「あん摩マッサージ指圧師名簿」とは厚生労働省に備えられている国家資格者名簿である（第3条の2）[1]。
  - 現在はその登録事務を財団法人東洋療法研修試験財団が行っている。
- 業としての内容はあん摩、マッサージ、指圧の各手技（なでる・押す・揉む・叩くあらゆる行為）を用いて人体の変調を改善する施術者である。基本的に器具は使用しない。器具を用いた施術を教えている専門学校もなく、養成所での教育内容を定める法律等でも器具を使う施術は想定していない。
- あん摩マッサージ指圧師とともに、はり師、きゅう師の全ての国家資格を持つ者を、鍼灸マッサージ師もしくは三療師とも呼ぶ。これらは本来、別個の国家資格であり、独立開業が出来る。勤務する場合は病院や診療所の整形外科や理学療法科やリハビリテーション科である。
  - 上記の勤務先であん摩マッサージ指圧師勤務の場合は病院診療報酬改定により、いわゆる、みなしPTの認定資格所得が必要になっている。
  - そのほか、病院併設の老人介護施設や特別養護老人施設で機能訓練指導員となることができる。
  - その他の勤務先には鍼灸マッサージ治療院や鍼灸整骨院や訪問マッサージ事業会社や美容エステサロンがある。
  - 介護分野ではあん摩マッサージ指圧師としての実務経験を5年積めば介護支援専門員の受験資格が得られる。
- あん摩マッサージ指圧師の施術には医師の同意書により医療保険の療養費も適用されている。保険適用疾患は筋麻痺と関節拘縮等であり、医科との健康保険の併給は可能である。
- あん摩マツサージ指圧師免許、はり師免許及びきゅう師の免許の取得者は、教育職員検定により特別支援学校自立教科助教諭の臨時免許状が与えられる（教育職員免許法施行規則第65条。臨時免許状取得者は定められた経験、単位修得により普通免許状が与えられる）。

あん摩マッサージ指圧師は、はり師、きゅう師の総称。肩こり・腰痛等の慢性症を施術対象とし、医師の同意がなければ、健康保険を適用した施術はできない。柔道整復師は、慢性の肩こり・腰痛は健康保険適用外で、健康保険適用内での肩こり・腰痛の治療は、あはき師が医師の同意を取った上でのみ許可されている。しかし、柔道整復師が、打撲や捻挫ならば医師の同意を得ずに健康保険適用内で治療ができる点を利用し、実際には肩こりの治療であっても、健康保険で打撲や捻挫として振替え請求する不正請求がしばしば起こっている。

## あん摩マッサージ指圧師の収入
あん摩マッサージ指圧師（はり師や柔道整復師所持やリラク形態も含めて）の76.0％が月給25万未満。あん摩マッサージ指圧師として開業している層では、41.3％が月収10万円以下。
この、あん摩マッサージ指圧師の収入の低さには様々な理由がある。
あん摩マッサージ指圧師の行う業は業務独占資格であるが、例えばリラクゼーション店が○○マッサージなどと頭に文字を加えると、あん摩マッサージ指圧行為とは別のものであるという厚生労働省の見解があり実質、業務独占はできていない。
また、リラクゼーション店は保健所や厚生労働省の管轄外であり、あん摩マッサージ指圧院にある広告規制や建造物間取り等の規制は全くない。（広告しても良い事項にあん摩マッサージ指圧院は、適用疾患も料金も含まれていない）

## 養成施設・学校
- あん摩マッサージ指圧師の養成を行う教員は、医師の他、あん摩マッサージ指圧師教員、理療科教員の資格取得者などとされている。
- 学校を卒業したからといって国家資格が貰えるわけではなく、あくまで国家試験を受験する資格が与えられるだけである。
- 最低でも3年間学ばなければ国家試験受験資格は与えられない。あん摩マッサージ指圧師の国家試験受験資格を取得出来る大学は、視覚障害者を対象とした筑波技術大学のみである。
- 全国に晴眼者があん摩マッサージ指圧師の国家試験受験資格を取得出来る学校は非常に少ない。そのため、専門学校の倍率も高くなる傾向にある。
- 学校は鍼灸養成施設を参照。

### 身体障害者の労働福祉政策
- 養成施設（ほとんどは私立の専門学校）や学校（視覚特別支援学校等）の中に、これら3つの国家資格を同時に取得させる課程をもつ所がある。ただし、10数校の私立専門学校や視覚特別支援学校を中心としたごく一部の養成施設、学校に限られる。このように、広くあん摩マッサージ指圧師国家資格を取得する過程をもうけることを制限している理由は、次の通りである。
- まず、従来、伝統的に視覚障害者の社会参加のための方途として政策的に視覚特別支援学校を中心に技術を習得させてきたという日本の事情がある。規制緩和の一環として、晴眼者によるあん摩マッサージ指圧師としての国家資格取得及び開業権を広く認める方向に政策を転換した場合、特に視覚障害者の職域を冒すリスクが考えられている。こうした場合、特に近時強調されている障害者の社会参加（ノーマライゼーション）を逆に阻害する結果を招くことにもなりかねない大きな問題で、慎重な政策判断が求められている。

## 医業類似行為

### 無資格者問題
- 名称の如何に関わらず、マッサージを業とできる者は「医師」と「あん摩マッサージ指圧師」のみ（業務独占）であり、無免許でこれらの行為を業として行ったものは処罰の対象となる。しかし、1960年1月27日のHS式高周波器の使用に関わる最高裁判所判決に基づき、厚生省は「当該医業類似行為の施術が医学的観点から少しでも人体に危害を及ぼすおそれがあれば、 人の健康に害を及ぼす恐れがあるものとして禁止処罰の対象となる」が 「実際に禁止処罰を行なうには、 単に業として人に施術を行なったという事実を認定するだけでなく、その施術が人の健康に害を及ぼす恐れがあることの認定が必要である」[4] とした。この見解に基き、「整体」や「カイロプラクティック」、「足のツボ療法（リフレクソロジーを含む）」「リラクゼーション」などの名称でのマッサージ業類似行為をする者が後を絶たない。以上のことからあん摩マッサージ指圧師関連団体は厚生労働省に対して法改正など定期的に協議している。
- 上記の判決はあくまで無届医業類似行為について判断したものであり、あん摩・マッサージ・指圧を無免許で行えばその事実をもって処罰対象となる（昭和三五年三月三〇日 医発第二四七号の一各都道府県知事あて厚生省医務局長通知）。
- 医療機関でのあん摩マッサージ指圧師免許の所持が無い「柔道整復師」や「鍼灸師」による健康保険制度を悪用したマッサージでの慰安行為やそれに伴う保険請求も問題となっている。上記の案件に対しては度々、国会でも質疑応答や議論がなされている。

- また、注意が必要なのは、厚生労働省通達によると施術行為自体で違法とはならずとも、あん摩・マッサージ・指圧を標榜して実際に類似行為を行えば、あはき法違反となる見解を示している。

### 法規上の問題
- 医師法により、医行為である診療行為（診断と治療を業として行うこと：医業）は医師の独占業務であると規定している。あはき法は、歴史的経緯から生まれた医師法の例外規定であり、その法の下、あん摩マッサージ指圧師は独立して、あん摩、マッサージ、指圧の施術（医業でいう治療）を行うことを認められている。
- あん摩マッサージ指圧師は、あん摩マッサージ指圧を行う上で必要な問診や触診、所見の告知を行うことができる。[5]
  - あん摩マッサージ指圧師は「診断書」を作成することは出来ない。したとしても、法的に証明されるものでもない。あん摩マッサージ指圧師が発行できる唯一の法的書類は、自己が行った業務内施術の事実証明だけである。（民間療法では、この事実証明書ですら法的書類とはならないので注意。領収書は、商行為として万人同様証明可能である）
- あん摩マッサージ指圧師はレントゲン写真撮影は出来ない。あはき法にも、その規定はないが医師の同意があれば骨折と脱臼の患部施術は出来る（第5条）。

## 違反事例
東京都在住のあん摩マッサージ指圧師（有資格者）の兄弟は、「エーワン」という名のマッサージ派遣会社を経営。同社の「マッサージ師」の内訳は、170名ほどが免許者、520名ほどが無免許であった。このあん摩マッサージ指圧師らは、「あん摩マッサージ指圧師、はり師、きゆう師等に関する法律」の規定に違反し、海外からの留学生らにわずか数週間ほどのマッサージの研修をしただけでマッサージ師として派遣し顧客に全身マッサージをさせていた結果、顧客から施術内容・結果について苦情が寄せられるようになった。2004年1月14日、神奈川県警生活経済課と厚木署は、この「エーワン」（東京都新宿区）を経営していたあん摩マッサージ指圧師ら2名を逮捕した。
近年、医療保険適用の訪問マッサージでの不正請求が問題になっている。症状と異なる多部位請求や訪問日数の水増し請求や往療距離の水増し請求等がある。上記の案件に対しては度々、国会でも不正請求実態調査の質疑応答や議論がなされてきている。医療保険適用には医師の発行する同意書が必要となるが、このような不正の増加からたとえば東京都文京区のようにはり・きゅう・あん摩マッサージ指圧に関する同意書を発行しないように医師に対して厳しく指導している自治体も存在する。

## 規制緩和

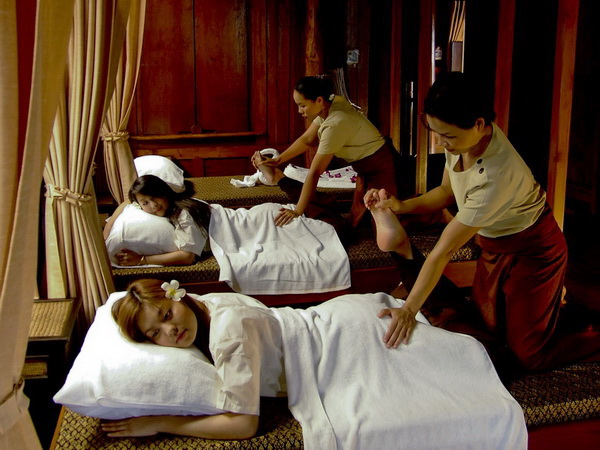
タイにおけるマッサージ

日本政府はタイとのFTA（自由貿易協定）EPA（経済連携協定）締結に伴い、タイ・スパ・サービスのうち施術等のサービスを提供する者（タイ・スパ・セラピスト）を受け入れるかどうか検討を行うことになっている。上記の案件に対しては厚生労働省等に社会福祉法人日本盲人会連合や社団法人全日本鍼灸マッサージ師会や社団法人日本あん摩マッサージ指圧師会が受け入れ拒否の陳情活動等行っている。
（関連資料 - 日タイ経済連携協定の署名（～2007年4月3日～） ）
（関連資料2 - 日タイ経済連携協定（付属書7 自然人の移動に関する約束））
（関連資料3 - 経済産業省務情報政策局サービス産業課「平成18年度タイ・スパ・サービス専門技術者の受入れに関する調査研究」から）

## 関連団体
- 公益社団法人日本あん摩マッサージ指圧師会
- 公益社団法人全日本鍼灸マッサージ師会
- 公益財団法人東洋療法研修試験財団
- 公益社団法人東洋療法学校協会
- 日本理療科教員連盟

### 関連団体
- 公益社団法人日本あん摩マッサージ指圧師会
- 公益社団法人全日本鍼灸マッサージ師会
- 公益財団法人東洋療法研修試験財団
- 公益社団法人東洋療法学校協会
- 日本理療科教員連盟

### 厚生労働省
- 「無資格者によるあん摩マッサージ指圧業等の防止について」
- 「医業類似行為に対する取扱いについて」
- あんまマッサージ指圧エビデンスレポート (EAMS) 平成22・23年度厚生労働省科学研究費補助金「地域医療基盤開発推進研究事業」（研究代表者：津谷喜一郎）によるエビデンスレポート集